# Karen Clark (Politikerin)

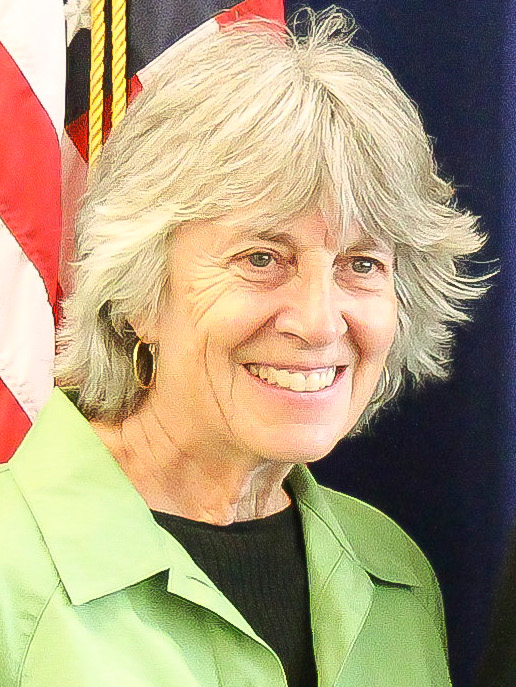
Karen Clark (2014)

Karen Clark (* 23. Juli 1945 in Fort Sill, Oklahoma) ist eine US-amerikanische Politikerin der Demokratischen Partei.

## Leben
Clark studierte am College of Saint Teresa in Winona, Minnesota. Seit 1985 unterrichtet sie an der University of Minnesota. Clark ist als Nachfolgerin von Linda Berglin seit Januar 1981 Abgeordnete im Repräsentantenhaus von Minnesota. Sie lebt in Minneapolis.